# Unione della Patria - Democratici Cristiani di Lituania

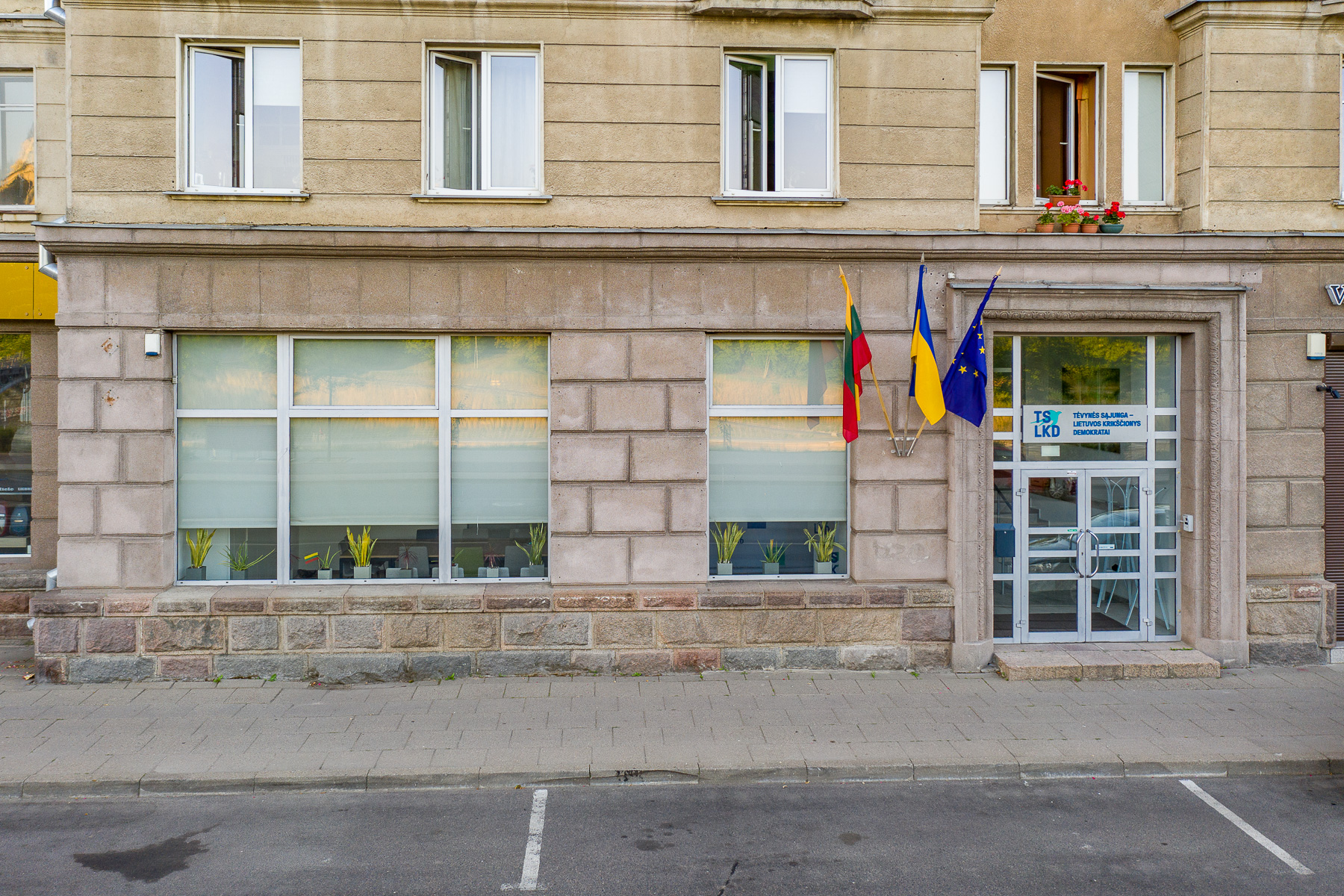

L'Unione della Patria - Democratici Cristiani di Lituania (in lituano: Tėvynės Sąjunga - Lietuvos Krikščionys Demokratai - TS-LKD), nota in italiano anche come Unione Patriottica, è un partito politico di centro-destra attivo in Lituania dal 1993.
Noto originariamente con la denominazione di Unione della Patria - Conservatori di Lituania (Tėvynės Sąjunga - Lietuvos Konservatoriai - TS-LK), il partito ha assunto l'attuale denominazione nel 2008 a seguito della confluenza dei Democratici Cristiani di Lituania (Lietuvos Krikščionys Demokratai - LKD).

## Storia
L'Unione della Patria era stata fondata nel 1993 dalla corrente conservatrice del Movimento Riformatore di Lituania (Lietuvos Persitvarkymo Sąjūdis), organizzazione politica che negli anni ottanta si batté per l'indipendenza della Lituania dall'URSS. Ispiratore della nascita dell'Unione della Patria fu Vytautas Landsbergis.
La TS stravinse le elezioni politiche del 1990 con il 40% dei voti. Alle politiche del 1992 TS crollò al 21% dei voti, grazie al successo di LDK (12,6%), per poi risalire al 31,3% nel 1996.
Le elezioni parlamentari del 2000 segnarono un durono colpo per TS, LDK e LTS. TS-LK crollo dal 31 all'8,9%, LDK dal 10% al 3,1% e LTS non elesse alcun deputato. I tre partiti avevano, infatti, guidato il governo dal 1996 al 1999, quando la coalizione di governo implose per divisioni interne. Ad approfittare del crollo dei conservatori furono l'Unione dei Liberali e di Centro ed il Partito Socialdemocratico di Lituania.
Alle elezioni parlamentari del 2004 TS-LK ottenne il 14,7% dei voti, eleggendo 25 deputati, mentre LDK (1,4%) ed LTS non elessero alcun deputato.
Le elezioni parlamentari del 2008 permisero all'Unione di diventare il primo partito sia in termini percentuali, che di seggi. I conservatori ottennero il 19,6% dei voti, il 3% in più dei partiti fondatori, e ben 44 seggi (19 in più). TS-LKD, infatti, conquistò ben 26 dei 71 seggi attribuiti con la quota maggioritaria. Andrius Kubilius di TS-LKD venne nominato nuovo primo ministro di un governo composto anche da Partito di Rinascita Nazionale (TPP, poi confluito in LiCS, Movimento dei Liberali della Repubblica di Lituania (LRLS), Unione dei Liberali e di Centro (LiCS).
Alle elezioni parlamentari del 2012 TS-LDK calò al 15,1% dei consensi ed ottenne 33 seggi. I Conservatori democristiani si ritrovarono così all'opposizione.

## Risultati elettorali
| Elezione          | Voti    | %     | Seggi    |
| ----------------- | ------- | ----- | -------- |
| Parlamentari 1996 | 409.585 | 31,34 | 70 / 137 |
| Parlamentari 2000 | 126.850 | 8,62  | 9 / 141  |
| Europee 2004      | 151.833 | 12,58 | 2 / 13   |
| Parlamentari 2004 | 176.409 | 14,75 | 25 / 141 |
| Parlamentari 2008 | 243.823 | 19,72 | 45 / 141 |
| Europee 2009      | 147.756 | 26,16 | 4 / 12   |
| Parlamentari 2012 | 206.590 | 15,75 | 33 / 140 |
| Europee 2014      | 199.393 | 14,73 | 2 / 11   |
| Parlamentari 2016 | 276.275 | 22,63 | 31 / 141 |
| Europee 2019      | 247.745 | 19,71 | 3 / 11   |
| Parlamentari 2020 | 292.124 | 25,77 | 50 / 141 |
| Europee 2024      | 144.525 | 21,30 | 3 / 11   |